# Agriș
Agriș è un comune della Romania di 1 739 abitanti, ubicato nel distretto di Satu Mare, nella regione storica della Transilvania. 
Il comune è formato dall'unione di 2 villaggi: Agriș e Ciuperceni.
Agriș è divenuto comune autonomo nel 2004, staccandosi dal comune di Botiz.